# Регистарске ознаке у Литванији
Садашње регистарске таблице у Литванији садрже три слова и три броја која су црне боје на белој позадини. Таблице су обично стандардних ЕУ димензија, али се могу производити и у америчким димензијама за специјална возила. Све таблице издате од 2004. такође имају плаву траку на својој левој страни, на којој се налази ознака LT, изнад које се налази дванаест звездица. Пре 2004. године, на месту звездица је стајала мала заставе Литваније.
Првобитно су регистарске таблице имале простор у средини за налепнице; налепнице су укинуте након априла 2018. У октобру 2023. године, све нове регистарске таблице ће имати грб Литваније са десне стране.

## Историја
Регистарске таблице из 1932. године су се састојале од слова која означавају округ и бројева. Црна слова на белој позадини, нпр. К.123. Таблице су могле представљати један од 36 округа Литваније.
Регистарске таблице из 1946. године су се састојале од црних бројева и слова (ћирилична) на жутој позадини.
Регистарске таблице из 1958. године имале су црну позадину и бели текст. Састојале су се од четири броја и три слова. Слова су означавала земљу. Прва два слова су увек била слово ЛИ (ЛИ; од рус. Литва 'Литванија').
Регистарске таблице из 1980. године имале су белу позадину и црни текст. Састојале су се од једног слова и четири броја и још увек има два слова - територијални код, који је означавао републику или регион СССР-а. Литванија је била представљена шифрама ЛИ и ЛК.
Регистарске таблице из 1992. године су користиле након што је Литванија постала независна држава, и садржале су по три слова и тро броја. Прво слово је означавало назива округа (осим округа Клајпеда и Таураге).

## Ознаке
| Код | Округ                                               | Пример    |
| --- | --------------------------------------------------- | --------- |
| А   | Алитуски округ                                      | А A А 123 |
| Ј   | Таурагески округ (код од од првог слова Јурбаркас ) | А Ј А 123 |
| К   | Каунаски округ                                      | А K А 123 |
| Л   | Клајпедски округ                                    | А L А 123 |
| М   | Маријамполски округ                                 | А M А 123 |
| П   | Паневежиски округ                                   | А P А 123 |
| С   | Шјауљаски округ                                     | А S А 123 |
| Т   | Телшјајски округ                                    | А T А 123 |
| У   | Утенски округ                                       | А U А 123 |
| В   | Вилњуски округ                                      | А V А 123 |

## Посебни типови
Од јула 2022. године ове таблице важе до 30 дана.
| 24214АА |

| P28737 |

Таблице издате од априла 2018. почињу словом P након петоцифрених бројева.

### Дипломатске
Таблице имају зелену позадину и беле знакове; немају плаву вертикалну траку на левој страни. Бројеви се састоје од шест цифара, груписаних 01 3 123, при чему прве две цифре означавају амбасаду или друго дипломатско или конзуларно представништво 
| Code | Country or Organization                                                 |
| ---- | ----------------------------------------------------------------------- |
| 01   | Шведска                                                                 |
| 02   | Немачка                                                                 |
| 03   | Француска                                                               |
| 04   | Летонија                                                                |
| 05   | Данска                                                                  |
| 06   | Канада                                                                  |
| 07   | Уједињено Краљевство                                                    |
| 08   | Италија                                                                 |
| 09   | Норвешка                                                                |
| 10   | Финска                                                                  |
| 11   | Ватикан                                                                 |
| 12   | Турска                                                                  |
| 13   | Чешка                                                                   |
| 14   | САД                                                                     |
| 15   | Кина                                                                    |
| 16   | Пољска                                                                  |
| 17   | Пољска                                                                  |
| 18   | Естонија                                                                |
| 19   | Русија                                                                  |
| 20   | Русија                                                                  |
| 21   | Румунија                                                                |
| 22   | Украјина                                                                |
| 23   | Белорусија                                                              |
| 24   | Казахстан                                                               |
| 25   | Грузија                                                                 |
| 26   | Јапан                                                                   |
| 27   | Аустрија                                                                |
| 28   | Белгија                                                                 |
| 29   | Холандија                                                               |
| 30   | Мађарска                                                                |
| 31   | Шпанија                                                                 |
| 32   | Малта                                                                   |
| 33   | Демократска Република Конго                                             |
| 34   | Ирска                                                                   |
| 35   | Португалија                                                             |
| 36   | Moldova                                                                 |
| 37   | Азербејџан                                                              |
| 38   | Бугарска                                                                |
| 39   | Јерменија                                                               |
| 40   | Хрватска                                                                |
| 41   | Израел                                                                  |
| 82   | Програм Уједињених нација за развој                                     |
| 83   | [[Светска здравствена организација\| Светска здравствена организација]] |
| 84   | United Nations Development Program                                      |
| 86   | Европска Комисија                                                       |
| 87   | Уједињене нације                                                        |

### Такси
Таксији имају таблице са белом позадином и црним текстом. Прво слово је „Т“ (одговара првом слову речи „такси“ на литванском). Након слова Т, наставља се са пет бројева.

### Војни транспорт
Војни транспорт има црну позадину и беле текстуалне регистарске таблице. Они садрже само заставу .
| LK321А |